# Tetropini
Los tetropinos (Tetropini) son una tribu de coleópteros crisomeloideos de la familia Cerambycidae.

## Géneros
Tiene los siguientes géneros:
- Lenotetrops
- Tetrops (Mimosophronica)[3][4]